# Zacapalco (Morelos)
Zacapalco es una localidad del estado mexicano de Morelos. Es parte del municipio de Tepalcingo.

## Toponimia
El nombre «Zacapalco» proviene de los términos en náhuatl: zacapalli, zacapale; co, lugar. Su significado es «Lugar de zacapales».

## Demografía
| Gráfica de evolución demográfica |
|                                  |

| Censo | Población |
| ----- | --------- |
| 1900  | 99        |
| 1910  | 137       |
| 1921  | 164       |
| 1930  | 232       |
| 1940  | 429       |
| 1950  | 490       |
| 1960  | 580       |
| 1970  | 965       |
| 1980  | 1332      |
| 1990  | 1552      |
| 2000  | 1723      |
| 2010  | 1714      |
| 2020  | 1833      |